# Sybra anatahana
Sybra anatahana là một loài bọ cánh cứng trong họ Cerambycidae.